# Bernard Germain de Lacépède taxonjai

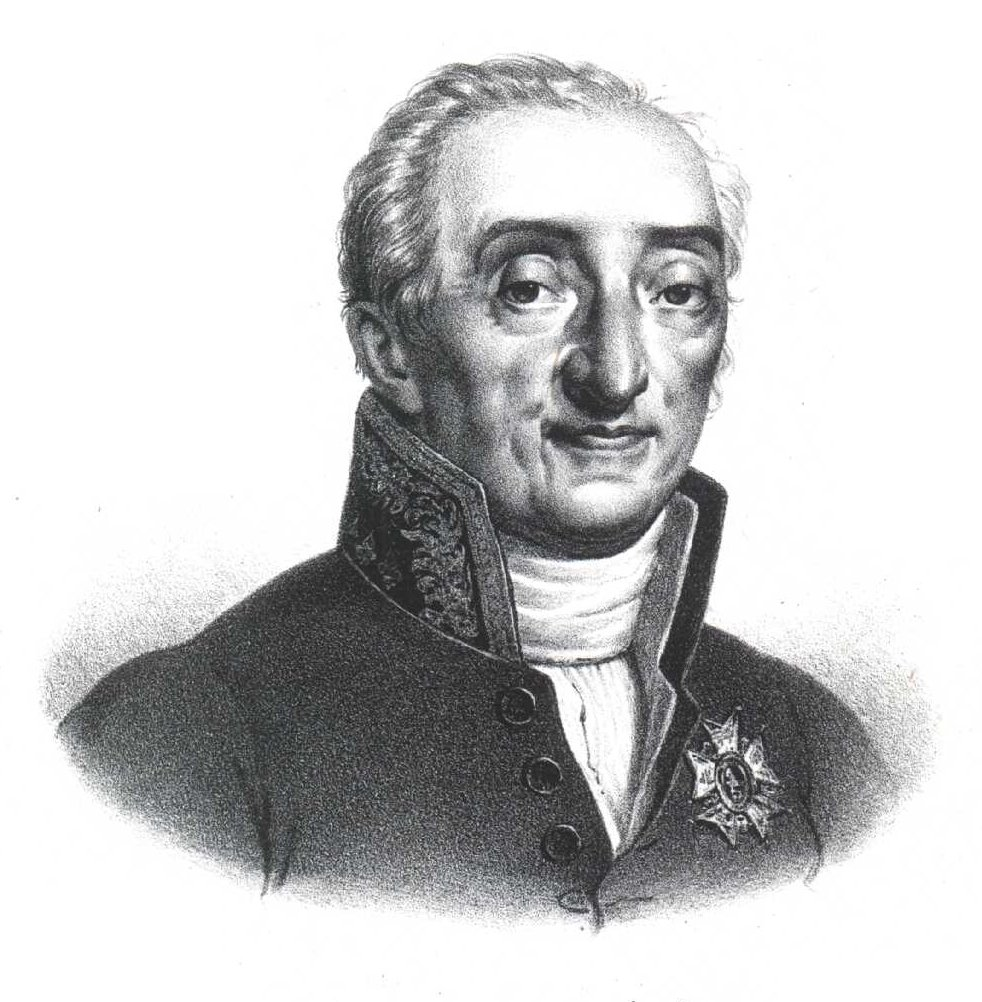
Bernard Germain de Lacépède

Ezen a listán azok a taxon nevek szerepelnek, amelyeket Bernard Germain de Lacépède (1756 – 1825) alkotott. Azok a taxon nevek, amelyek nincsenek belinkelve, manapság csak szinonimaként használtak (az alábbi lista nem teljes):

## Emlősök

### Afrosoricida
- Tenrec Lacépède, 1799

### Eulipotyphla
- Desman Lacepède, 1799 - Desmana

### Denevérek
- Phyllostomus Lacépède, 1799
- Vampyrum guianensis Lacépède, 1789 - Közönséges nagy vámpírdenevér

### Párosujjú patások
- Balaenoptera Lacépède, 1804
- csukabálna (Balaenoptera acutorostrata) Lacépède, 1804
- Balaenoptera gibbar (Lacépède, 1804) - közönséges barázdásbálna
- Balaenoptera rorqual (Lacépède, 1804) - közönséges barázdásbálna
- Balaenoptera jubartes (de Lacépède) - hosszúszárnyú bálna
- Physalus Lacépède, 1804 - Physeter
- Hyperoodon Lacépède, 1804
- Delphinus vulgaris Lacépède, 1804 - közönséges delfin
- Delphinus delphis vulgaris Lacépède, 1804 - Delphinus delphis delphis
- Tursiops truncatus nesarnack (Lacépède, 1804) - Tursiops truncatus truncatus
- Commerson-delfin (Cephalorhynchus commersonii) Lacépède, 1804
- Delphinus commersonii Lacépède, 1804 - Commerson-delfin
- déli delfin (Lissodelphis peronii) Lacépède, 1804
- Delphinapterus Lacépède, 1804
- Delphinapterus albicans (Lacépède, 1804) - beluga
- Delphinapterus beluga Lacépède, 1804 - beluga
- Narwalus Lacépède, 1804 - Monodon
- Monodon microcephalus (Lacépède, 1804)
- Monodon vulgaris (Lacépède, 1804) - narvál

### Ragadozók
- Coati Lacépède, 1799 - Nasua
- Kinkajou Lacépède, 1799 - farksodró
- Potos flavus caudivolvulus (Lacépède, 1799) - Potos flavus flavus

### Rágcsálók
- Talpoides Lacépède, 1799 - Spalax
- Arvicola Lacépède, 1799
- Hamster Lacepède, 1799 - Cricetus
- Cricetus nigricans (Lacépède, 1799) - mezei hörcsög
- Coendou Lacépède, 1799
- Coendou longicatus Lacépède, 1799 - amazoni kúszósül
- Dasyprocta leporina cayana Lacépède, 1802
- Agouti Lacépède, 1799 - Cuniculus

### Főemlősök
- orangután (Pongo) Lacépède, 1799
- makákó (Macaca) Lacépède, 1799

## Madarak
- Rhea Lacépède 1800 - Casuarius
- Picoides Lacépède, 1799
- Urinator Lacépède, 1799 - Gavia
- Pelecanoides Lacépède, 1799
- Fregata Lacépède, 1799

## Hüllők
- Lacertus tupinambis Lacépède, 1788 - nílusi varánusz
- szőnyegmintás piton (Morelia spilota) (Lacépède, 1804)
- Coluber spilotus (Lacépède, 1804) - szőnyegmintás piton
- Morelia spilota spilota (Lacépède, 1804)
- Coluber spilotus (Lacépède, 1804) - Morelia spilota spilota
- vörös királysikló (Lampropeltis triangulum) (LaCépède, 1788)
- Coluber triangulum LaCépède, 1788 - vörös királysikló
- Lampropeltis triangulum triangulum (Lacépède, 1788)

## Kétéltűek
- Rana sonans Lacépède, 1788 - sárgahasú unka
- Buffo vulgaris Lacépède, 1788 - barna varangy
- Buffo strumosus Lacépède, 1788
- Rana pluvialis Lacépède, 1788 - barna varangy

## Halak

### Porcos halak

#### Sasrájaalakúak
- Urolophus cruciatus (Lacepède, 1804)
- Raja cruciata Lacepède, 1804 - Urolophus cruciatus

#### Rájaalakúak
- cifra rája (Raja undulata) Lacepède, 1802
- Raja mosaica Lacepède, 1802
- Raja ondulata Lacepède, 1802
- Raja picta Lacepède, 1802 - cifra rája
- fehér rája (Rostroraja alba) (Lacepède, 1803)
- Raia alba Lacepède, 1803
- Raja alba Lacepède, 1803
- Raja marginata Lacepède, 1803 - fehér rája

### Sugarasúszójú halak

#### Gyíkfejűhal-alakúak
- Megalops filamentosus Lacepède, 1803 - Megalops cyprinoides

#### Heringalakúak
- finta (Alosa fallax) (Lacépède, 1803)
- Alosa fallax fallax (Lacepède, 1803)
- Clupea fallax Lacepède, 1803
- Clupea rufa Lacepède, 1803 - finta

#### Pontyalakúak
- Cyprinus spirlin Lacepède, 1803 - sujtásos küsz
- Rutilus pigus (Lacepède, 1803)
- Cyprinus pigus Lacepède, 1803 - Rutilus pigus
- Cyprinus zeelt Lacepède, 1803 - compó

#### Harcsaalakúak
- Chrysichthys nigrodigitatus (Lacepède, 1803)

#### Lazacalakúak
- Tripteronotus hautin (Lacepède, 1803) - hegyesorrú maréna
- Salmo renatus Lacepède, 1803 - lazac
- Salmo rilla Lacepède, 1803 - lazac
- Salmo cumberland Lacepède, 1803 - sebes pisztráng
- Salmo gadoides Lacepède, 1803 - sebes pisztráng

#### Horgászhalalakúak
- Antennarius commerson (Lacepède, 1798)
- Lophie commerson Lacepède, 1798
- Lophius commerson Lacepède, 1798 - Antennarius commerson

#### Tőkehalalakúak
- Blennius torsk Lacepède, 1800 - Brosme brosme
- Macrourus berglax Lacepède, 1801

#### Pikóalakúak
- Solenostomus Lacepède, 1803
- Phyllopteryx taeniolatus (Lacepède, 1804)
- Syngnatus taeniolatus Lacepède, 1804 - Phyllopteryx taeniolatus

#### Skorpióhal-alakúak
- Dactylopterus Lacepède, 1801
- Prionotus Lacépède, 1801 - morgóhalféle nem

#### Sügéralakúak

##### Acanthuroidei
- Acanthurus zebra Lacepède, 1802 - Manin doktorhal
- Chaetodon couaga Lacepède, 1802 - Manin doktorhal
- Naso Lacepède, 1801
- Naso tuberosus Lacepède, 1801
- Naso fronticornis Lacepède 1801 - Naso tuberosus
- Acanthurus theuthis Lacepède, 1802 - palettás doktorhal
- Paracanthurus theuthis (Lacepède, 1802) - palettás doktorhal
- Chaetodipterus Lacépède, 1802
- Scatophagus tetracanthus (Lacépède, 1802)

##### Anabantoidei
- Osphronemus (Lacepède, 1801)
- Osphronemus goramy Lacepède, 1801
- Osphromenus gourami Lacepède, 1801
- Osphronemus gorami Lacepède, 1801
- Osphronemus gourami Lacepède, 1801
- Osphronemus gouramy Lacepède, 1801
- Trichopode mentonnier Lacepède, 1801
- Trichopodus mentum Lacepède, 1801
- Trichopus goramy (Lacepède, 1801) - Osphronemus goramy

##### Blennioidei
- Blennius sujefianus (Lacepède, 1800) - édesvízi nyálkáshal

##### Gobioidei
- Taenioides (Lacepède, 1800)
- Taeniodes Lacepède, 1800 - Taenioides
- Gobiosoma bosc (Lacepède, 1800)
- Gobioides Lacepède, 1800
- Gobioides broussonnetii Lacepède, 1800
- Sicyopterus caeruleus (Lacepède, 1800) - Sicyopterus lagocephalus

##### Labroidei
- Coris Lacépède, 1801
- Coris aygula Lacepède, 1801
- Labrus neustriae Lacepède, 1801 - foltos ajakoshal
- narancs bohóchal (Amphiprion percula) (Lacepède, 1802)
- Scarus maculosus Lacepède, 1802 - kékszegélyes papagájhal

##### Scombroidei
- Scomber pelamides Lacepède, 1801 - csíkoshasú tonhal
- Scomberomorus Lacepède, 1801
- Scomberomorus commerson (Lacepède, 1800)
- Scomberomorus sinensis (Lacepède, 1800)
- Scomber albacorus Lacepède, 1800 - sárgaúszójú tonhal
- Germo germo (Lacepède, 1801) - Thunnus alalunga
- Germo germon (Lacepède, 1800)
- Orcynus germo (Lacepède, 1801)
- Orcynus germon (Lacepède, 1800)
- Scomber germo Lacepède, 1801
- Scomber germon Lacepède, 1800
- Thunnus germo (Lacepède, 1801) - Thunnus alalunga
- Istiophorus Lacépède, 1801
- Istiophorus gladifer Lacepède, 1801 - amerikai vitorláskardoshal
- Makaira Lacépède, 1802
- kék marlin (Makaira nigricans) Lacepède, 1802
- Maikaira nigricans Lacepède, 1802
- Makaira ensis (Lacepède, 1800)
- Makaira nigricans nigricans Lacepède, 1802
- Xiphias ensis Lacepède, 1800 - kék marlin

##### Sügéralkatúak
- Gallus (Lacépède, 1802) - Alectis
- Gallus virescens Lacepède, 1802 - Alectis ciliaris
- Campogramma glaycos (Lacepède, 1801)
- Caranx Lacepède, 1801
- Caranx carangua Lacepède, 1801 - Caranx hippos
- Caranx erythrurus Lacepède, 1801 - Caranx hippos
- Hemitripteronotus quinquemaculatus Lacepède, 1801 - kalauzhal
- Scomberoides Lacepède, 1801
- Scomberoides commersonnianus Lacepède, 1801
- bárdmakrélák (Selene) Lacépède, 1802
- Trachinotus Lacepède, 1801
- Trachinotus baillonii (Lacepède, 1801)
- Trachinotus blochii (Lacepède, 1801)
- Pomoxis sparoides (Lacepède, 1801) - Pomoxis nigromaculatus
- Pomoxys sparoides (Lacepède, 1801) - Pomoxis nigromaculatus
- Centrarchus macropterus (Lacepède, 1801)
- Labrus macropterus Lacepède, 1801 - Centrarchus macropterus
- Micropterus Lacepède, 1802
- fekete sügér (Micropterus dolomieu) Lacepède, 1802
- Micropterus dolomieu dolomieu (Lacepède, 1802)
- Micropterus dolomieui (Lacepède, 1802)
- Micropterus dolomieui dolomieui (Lacepède, 1802) - fekete sügér
- pisztrángsügér (Micropterus salmoides) (Lacepède, 1802)
- Aplites salmoides (Lacepède, 1802)
- Grystes salmoides (Lacepède, 1802)
- Huro salmoides (Lacepède, 1802)
- Labrus salmoides Lacepède, 1802 - pisztrángsügér
- Coryphaena chrysurus Lacepède, 1801 - Coryphaena hippurus
- Holocentrus post Lacepède, 1802 - vágó durbincs
- Plectorhinchus Lacepède, 1801 - Haemulidae
- Pomadasys Lacepède, 1802 - Haemulidae
- Centropomus lupus Lacepède, 1802 - farkassügér
- Centropomus mullus Lacepède, 1802
- Dicentrarchus lupus (Lacepède, 1802)
- Labrax lupus (Lacepède, 1802) - farkassügér
- Perca punctulata Lacepède, 1802 - pettyes farkassügér
- Polydactylus Lacepède, 1803 - Polynemidae
- Pomacanthus Lacépède, 1802
- Pomatomus Lacepède, 1802
- Cheilodipterus heptacanthus Lacepède, 1801
- Pomatomus skib Lacepède, 1802 - vérengző makrahal
- Heteropriacanthus cruentatus (Lacepède, 1801)
- Labrus cruentatus Lacepède, 1801
- Priacanthus cruentata (Lacepède, 1801)
- Priacanthus cruentatus (Lacepède, 1801) - Heteropriacanthus cruentatus
- Centronotus gardenii Lacepède, 1801 - Rachycentron canadum
- Epinephelus flavocaeruleus (Lacepède, 1802)

#### Lepényhalalakúak
- Pleuronectes turbot Lacépède, 1802 - nagy rombuszhal